# 浩日嘎庙
浩日嘎庙，位于内蒙古自治区锡林郭勒盟苏尼特右旗，是一座藏传佛教格鲁派寺院。

## 简介
浩日嘎庙是过去蒙古苏尼特部较著名的寺庙之一。第二次国共内战期间，浩日嘎庙是曾发生与中共领导的革命有关的重要事件的寺庙之一。
如今，浩日嘎庙早已被毁。